# Monte de El Pardo
El monte de El Pardo es una zona boscosa situada al norte del municipio español de Madrid, en el que se encuentra totalmente integrado, junto con su apéndice, el monte de Viñuelas. Supone más de la cuarta parte (el 26,4 %) del término municipal de la capital.
Está considerado como el bosque mediterráneo más importante de la Comunidad de Madrid y uno de los mejor conservados de Europa, tanto en lo que respecta a su flora, con 120 especies catalogadas, como a su fauna, con aproximadamente 200 especies vertebradas. Se extiende alrededor del curso medio del río Manzanares, a lo largo de 16 000 hectáreas. En 1987, fue declarado Zona Especial de Protección para Aves (ZEPA) con la referencia ZEPA ES0000011.
Su gestión está enteramente adscrita a Patrimonio Nacional, organismo estatal que regula las posesiones que estuvieron en manos de la Corona, que mantiene una política altamente proteccionista y restrictiva en relación con el bosque. La Ley de 16 de junio de 1982, que define la actividad de Patrimonio Nacional, establece, en su artículo cuarto, su integración en la citada entidad.
La mayor parte de su área (aproximadamente 15 100 hectáreas, el 94,4 % de la superficie total) se encuentra cercada, mediante una valla que recorre su perímetro, a lo largo de 66 kilómetros. La visita a esta zona está totalmente prohibida.
Las 900 hectáreas restantes (el 5,6 %), donde se localizan algunas áreas urbanas como los barrios de El Pardo y Mingorrubio y deportivas como el complejo de Somontes, poseen un valor ecológico inferior. Aquí sí es posible el acceso, a través de diferentes sendas y caminos, habilitados a efectos recreativos.
Además de su riqueza medioambiental, el Monte de El Pardo reúne un rico patrimonio histórico-artístico, fruto de su estrecha relación con la monarquía española.

## Geografía urbana

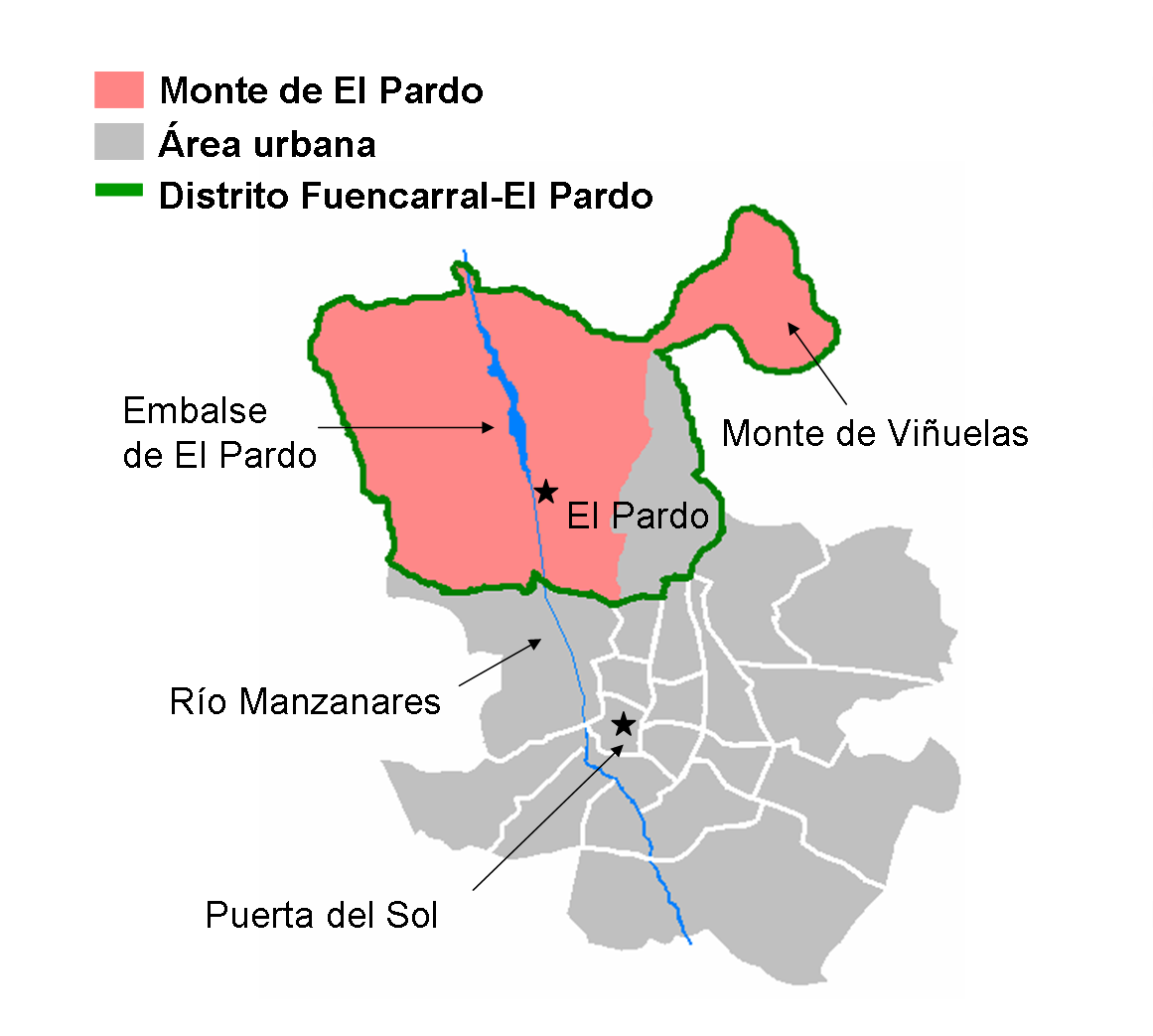
Situación del Monte de El Pardo en el término municipal de Madrid.

La singularidad de este espacio reside en su proximidad con el área metropolitana de Madrid, en la que residen más de seis millones de personas. Apenas ocho kilómetros separan su límite meridional de la Puerta del Sol, plaza considerada como el centro neurálgico de la capital. A pesar de esta presión demográfica, el Monte de El Pardo ha quedado al margen de la expansión urbana de Madrid.
Su utilización histórica como coto privado de caza por parte de varios reyes españoles —y también, en el siglo XX, por Francisco Franco— ha preservado sus valores medioambientales hasta nuestros días. A ello se une la citada existencia de una valla a lo largo de todo su perímetro, así como una gestión proteccionista caracterizada por la prohibición de las visitas en las zonas de máxima protección y la vigilancia permanente de las mismas, a manos de guardas forestales.
El Monte de El Pardo perteneció antaño al antiguo municipio de El Pardo. Actualmente es parte del distrito de Fuencarral-El Pardo, después de que la mencionada localidad fuera absorbida por Madrid. Sin embargo, el ayuntamiento madrileño no tiene potestad sobre el espacio que queda dentro de la valla, administrado íntegramente por Patrimonio Nacional. Sí, en cambio, sobre los lugares situados más allá de la tapia, mucho menos extensos y menos importantes en términos ecológicos.

### Límites urbanos
El Monte de El Pardo limita al norte con los municipios de Tres Cantos y Colmenar Viejo, al noroeste con Hoyo de Manzanares y Torrelodones y al oeste con Las Rozas de Madrid. En los restantes puntos cardinales, la linde la marcan distintos barrios de la capital, entre los que destacan los de Valverde (distrito Fuencarral-El Pardo) y Aravaca (distrito Moncloa-Aravaca).

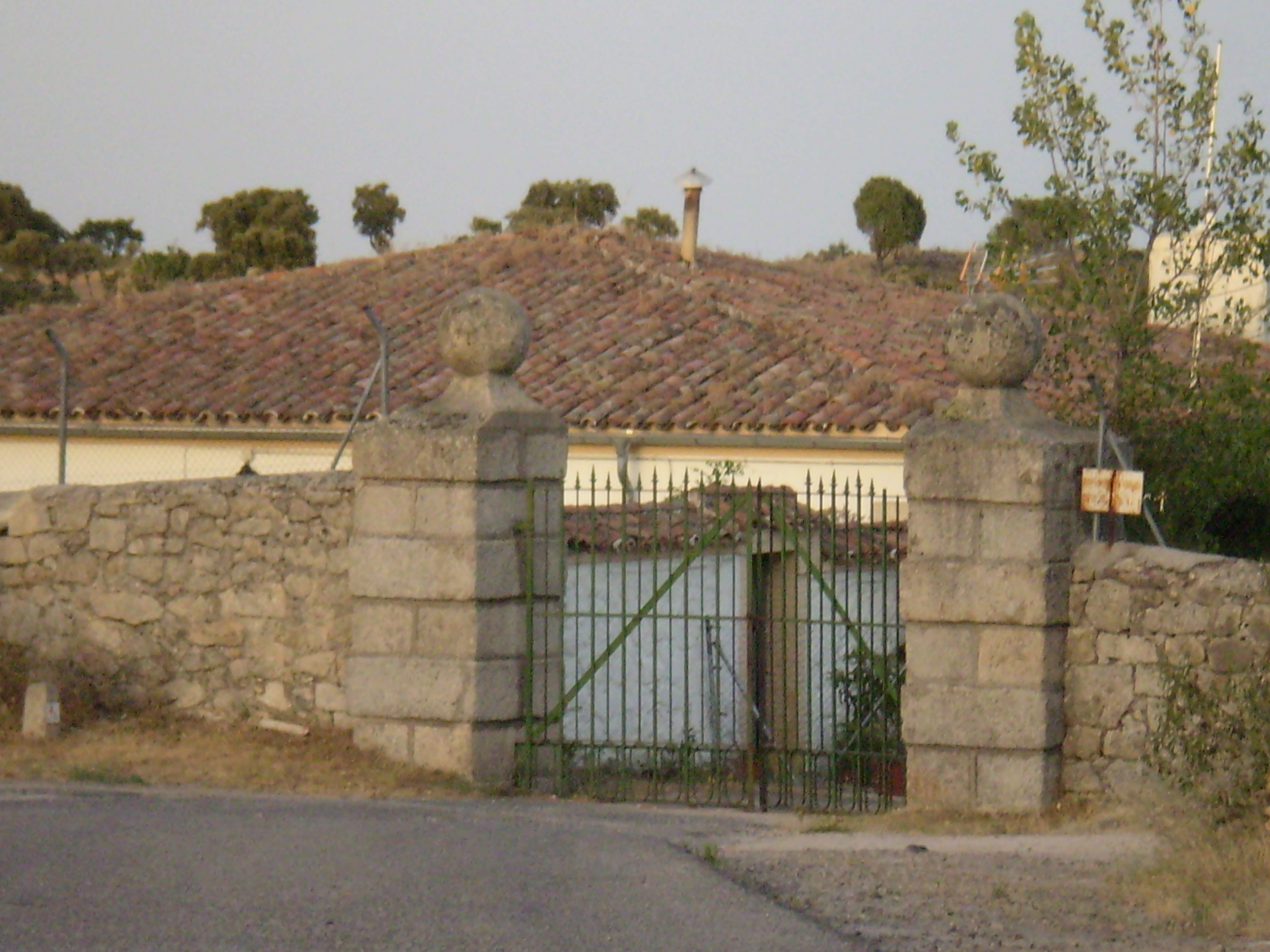
La carretera que une Torrelodones con El Pardo se corta en este punto, denominado Puerta del Hito, situado en la valla que rodea el perímetro del monte.

En todas estas localidades y barrios existen zonas de transición que impiden la expansión de los citados núcleos urbanos hacia las inmediaciones de valla de El Pardo, en las que se prohíbe expresamente la construcción. Una de las más significativas es la Finca de El Águila, ubicada en Las Matas, pedanía de Las Rozas de Madrid. Otra es la Finca El Pendolero en Los Peñascales (Torrelodones).
Pese a ello, en los últimos años han surgido conjuntos residenciales construidos casi al borde mismo de la tapia, caso de Peñascales Tikal, en Torrelodones, y de algunas urbanizaciones de Aravaca.
Por último, el Puente de la Marmota está situado en el extremo septentrional del término municipal de Madrid, prácticamente en la linde con Colmenar Viejo. Fue levantado a mediados del siglo XVIII sobre las aguas del río Manzanares, junto a la tapia del Monte de El Pardo.

### Carreteras y ferrocarril

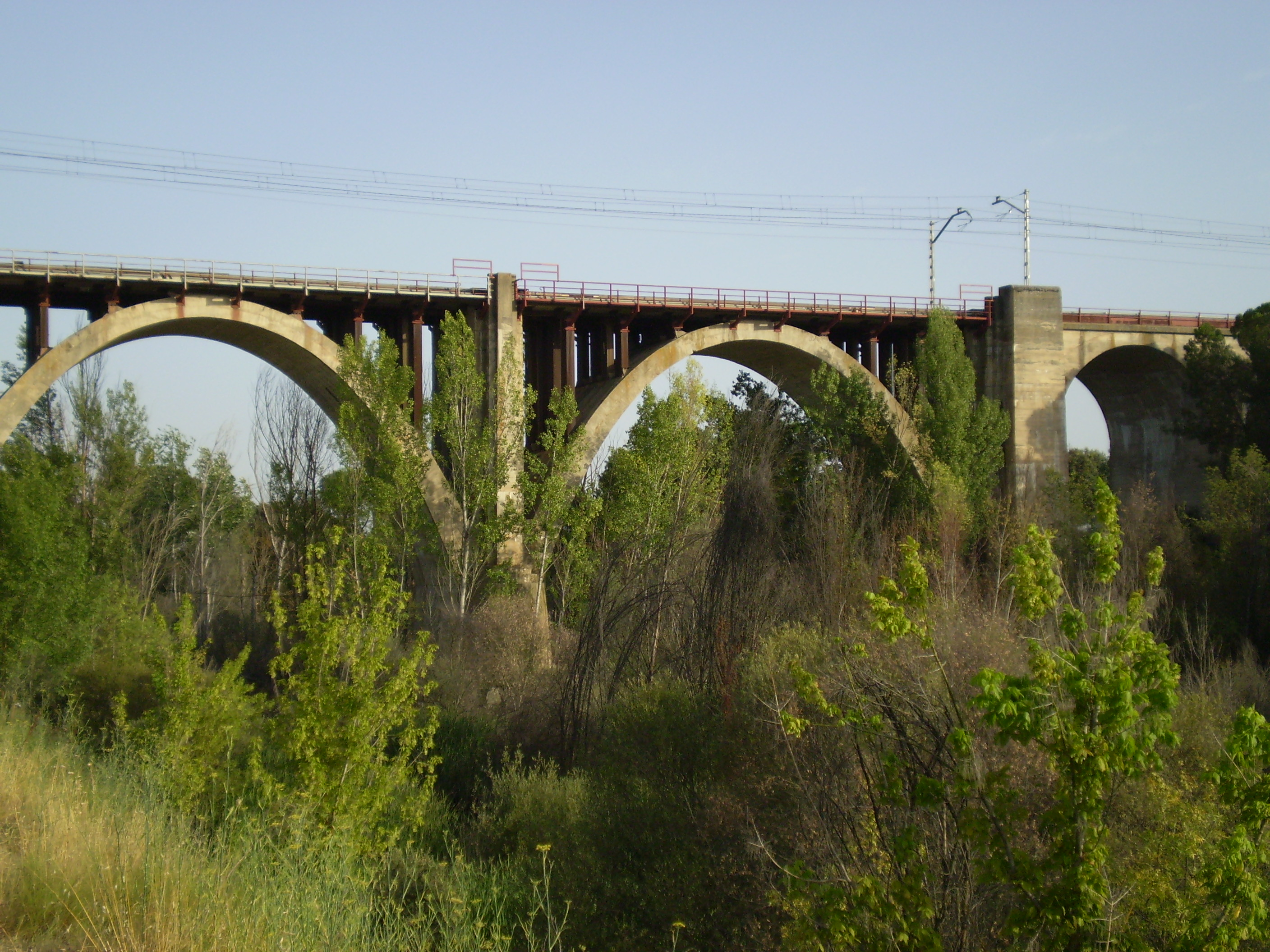
Viaducto ferroviario sobre el río Manzanares, en el Monte de El Pardo.

El paraje se encuentra surcado, de este a oeste, por el ferrocarril que une Madrid con Villalba, Ávila y Segovia, que rompe la valla de El Pardo a la altura de las estaciones de Pitis (Madrid) y de El Tejar (Las Rozas de Madrid). Cerca de sus límites oriental y occidental pasan las autovías M-607 y A-6, respectivamente.
En su extremo sur, en la linde con la tapia o atravesándola, discurre la autopista de circunvalación M-40, construida tanto a cielo abierto como por túneles (los llamados Túneles de El Pardo), excavados para salvaguardar los lugares enclavados dentro de la tapia. Con respecto a la M-50, otra de las vías de circunvalación de la Comunidad de Madrid, están previstos varios proyectos para completar su cierre, a su paso por el Monte de El Pardo. Uno de ellos contempla la excavación de dos túneles.
Fuera de la valla, se encuentra también la carretera M-612, que va desde la M-30 hasta el pueblo de El Pardo y desde aquí hasta Fuencarral. Y, dentro de la cerca, el monte es cruzado por la carretera que une Torrelodones con El Pardo, si bien está prohibida la circulación de vehículos.

## Geografía física

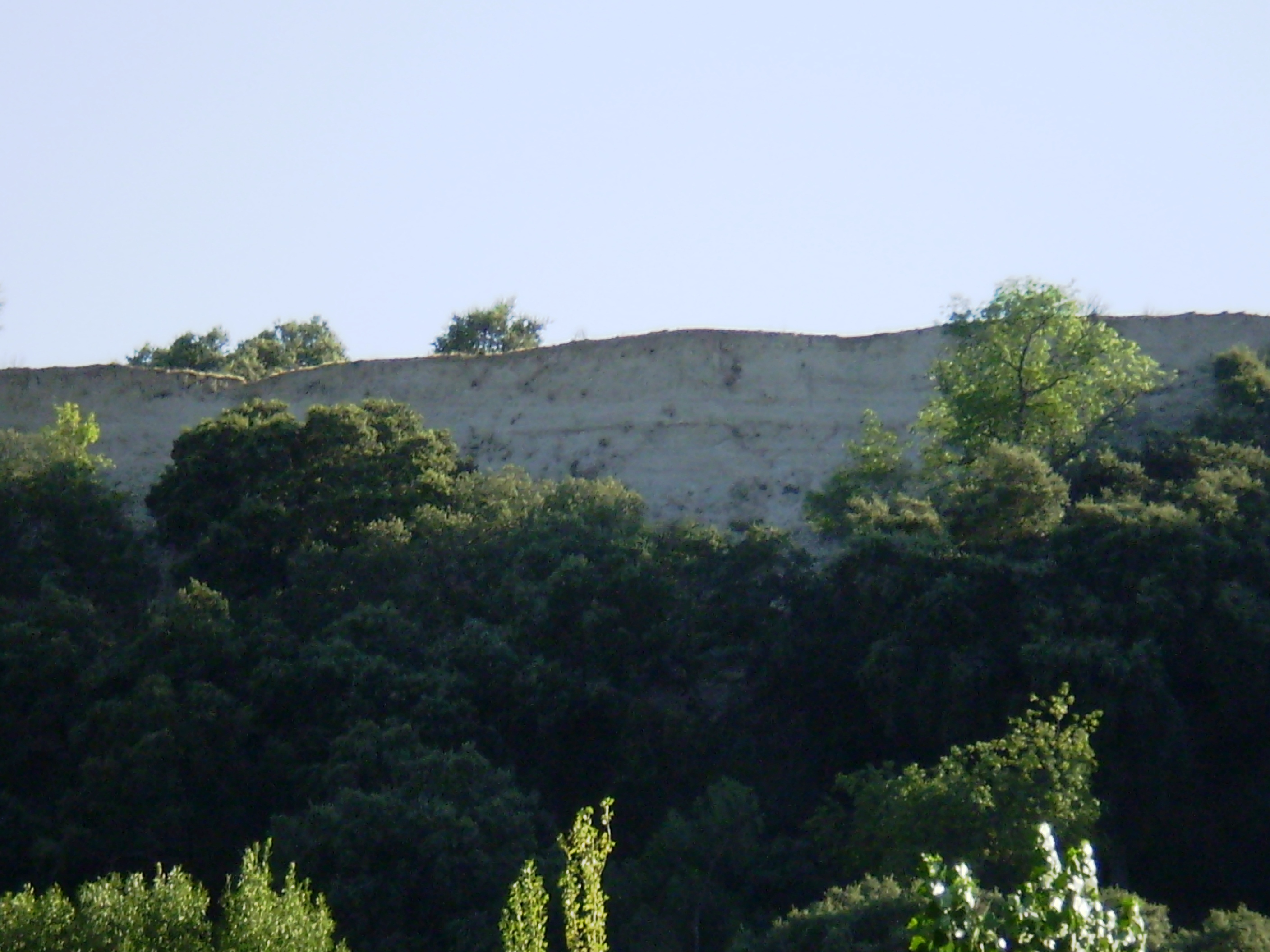
El suelo arenoso del Monte de El Pardo está muy expuesto a la erosión, como puede apreciarse en el corte de tierra que aparece en la imagen.

Desde el punto de vista geológico y geomorfológico, el Monte de El Pardo presenta una gran homogeneidad en todo su territorio. El bosque se asienta sobre un valle de gran amplitud, formado por el río Manzanares en su curso medio. Su suelo está constituido por elementos arenosos y detríticos, originados por la disgregación de los materiales graníticos de la sierra de Guadarrama, que lo bordea por el norte, y de la sierra de Hoyo de Manzanares, que hace lo propio por el noroeste.
El suelo muestra, en consecuencia, un alto grado de inmadurez, que lo hace muy vulnerable ante los procesos de erosión, como así atestigua la presencia de numerosos barrancos y torrenteras. En la imagen adjunta, pueden apreciarse los efectos de la erosión del agua sobre una loma, que aparece cortada.
Más allá de la acción erosiva, la orografía del paraje es poco accidentada. El Monte de El Pardo está formado por lomas pequeñas y onduladas, que bajan en suave pendiente hacia el valle del Manzanares, que lo atraviesa de norte a sur. Su altitud media es de 681 metros, con un mínimo de 600 metros y un máximo de 860 m.
Junto a este río, el paraje integra diferentes riachuelos, caracterizados por un fuerte estiaje. Los arroyos de Manina y de Arroyo de Trofas se encuentran entre los más importantes; ambos descienden desde la sierra del Hoyo y desembocan en el Manzanares por la derecha. Otros arroyos son el de Tejada, el de La Nava y el de La Zarzuela.
Dada la abundancia de llanuras, el Manzanares se remansa en numerosas ocasiones. Además, es retenido en el embalse de El Pardo, construido para regular las presas de canalización del río a su paso por Madrid. A este pantano, que tiene una superficie de 550 hectáreas y una capacidad de almacenaje de 43 hm³, también contribuye el arroyo de Manina.
En lo que respecta a la climatología, la zona presenta un clima mediterráneo continentalizado, de carácter severo en su parte septentrional y moderado en la meridional. Las medias anuales de precipitaciones oscilan entre 500 y 600 mm.

## Valores ambientales

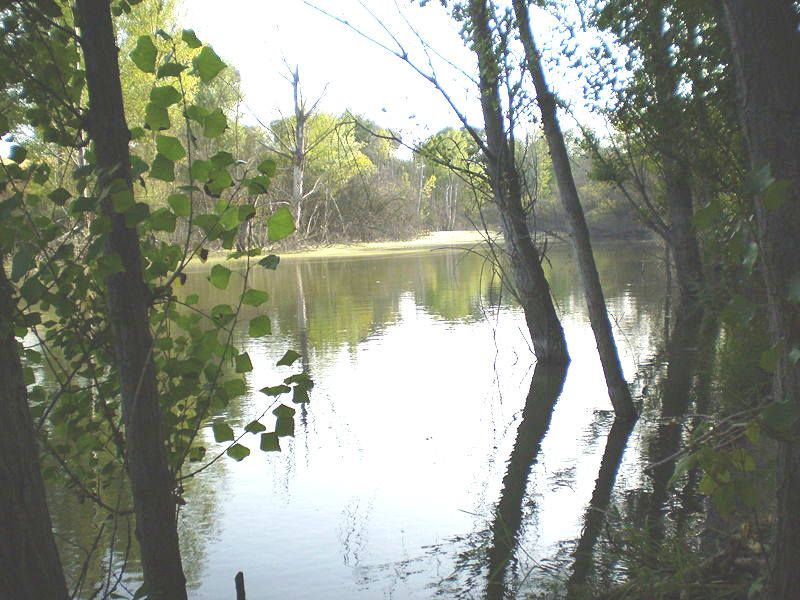
Remanso del Manzanares, a su paso por el Monte de El Pardo. El río constituye un corredor biológico para las especies que habitan en el paraje.

El Monte de El Pardo está considerado como uno de los principales pulmones de la ciudad de Madrid, al conectar la sierra de Guadarrama con el casco urbano. Su proximidad con otras áreas verdes (Monte de la Zarzuela, Dehesa de la Villa y Casa de Campo) conforma una línea forestal casi continua desde el norte de la capital, a la altura de la M-607 (autovía de Colmenar Viejo), hasta su zona oeste, al borde de la A-5 (autovía de Extremadura). Sólo la A-6 y algunas zonas residenciales rompen este eje arbolado.
Se trata de un bosque mediterráneo continentalizado, integrado por encinares adehesados y, en menor medida, densos, que dejan paso a pinos piñoneros, alcornoques, fresnos, chopos, quejigos, enebros y jaras. Así hasta completar una lista de 120 especies vegetales. Las márgenes del río Manzanares presentan ecosistemas típicos de ribera.

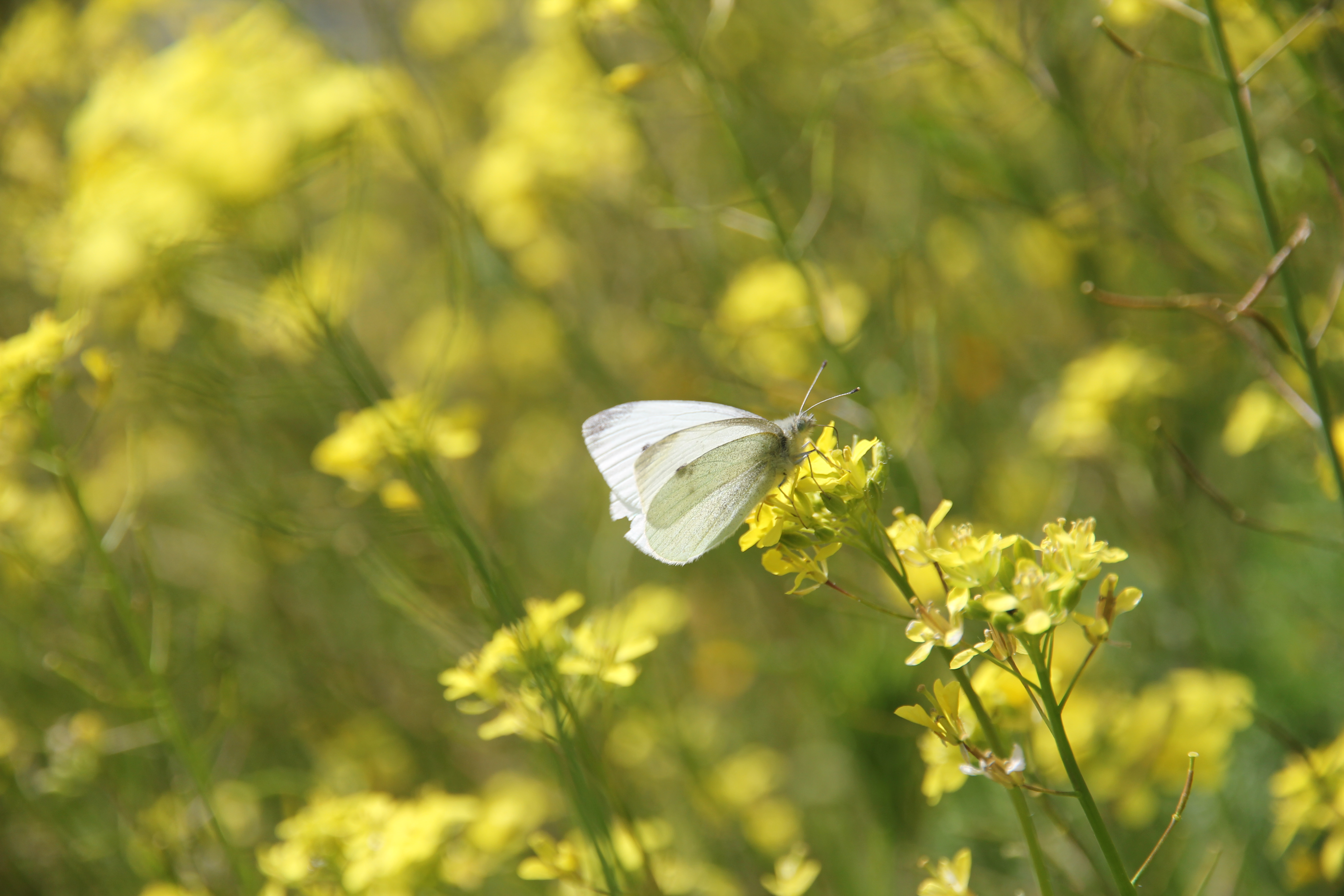
Pieris rapae en El Pardo

En lo que respecta a la fauna, hay catalogadas casi 200 especies de vertebrados: 125 aves, 35 mamíferos, 19 reptiles y 13 anfibios.
Dada su condición histórica como coto de caza, las especies cinegéticas son especialmente relevantes, tanto de caza menor (conejo, perdiz roja, paloma torcaz...) como mayor (ciervo, gamo, jabalí...), que aparecen superpobladas por la escasez de sus depredadores.

Se estima que viven en el paraje aproximadamente 4000 gamos, 3600 ciervos y 500 jabalíes, además de 30 000 conejos. Periódicamente se realizan cazas controladas de animales, para impedir que las superpoblaciones acaben con los recursos vegetales del paraje. Junto a las especies de caza, el paraje reúne mamíferos como gatos monteses, zorros, tejones, garduñas y ginetas.

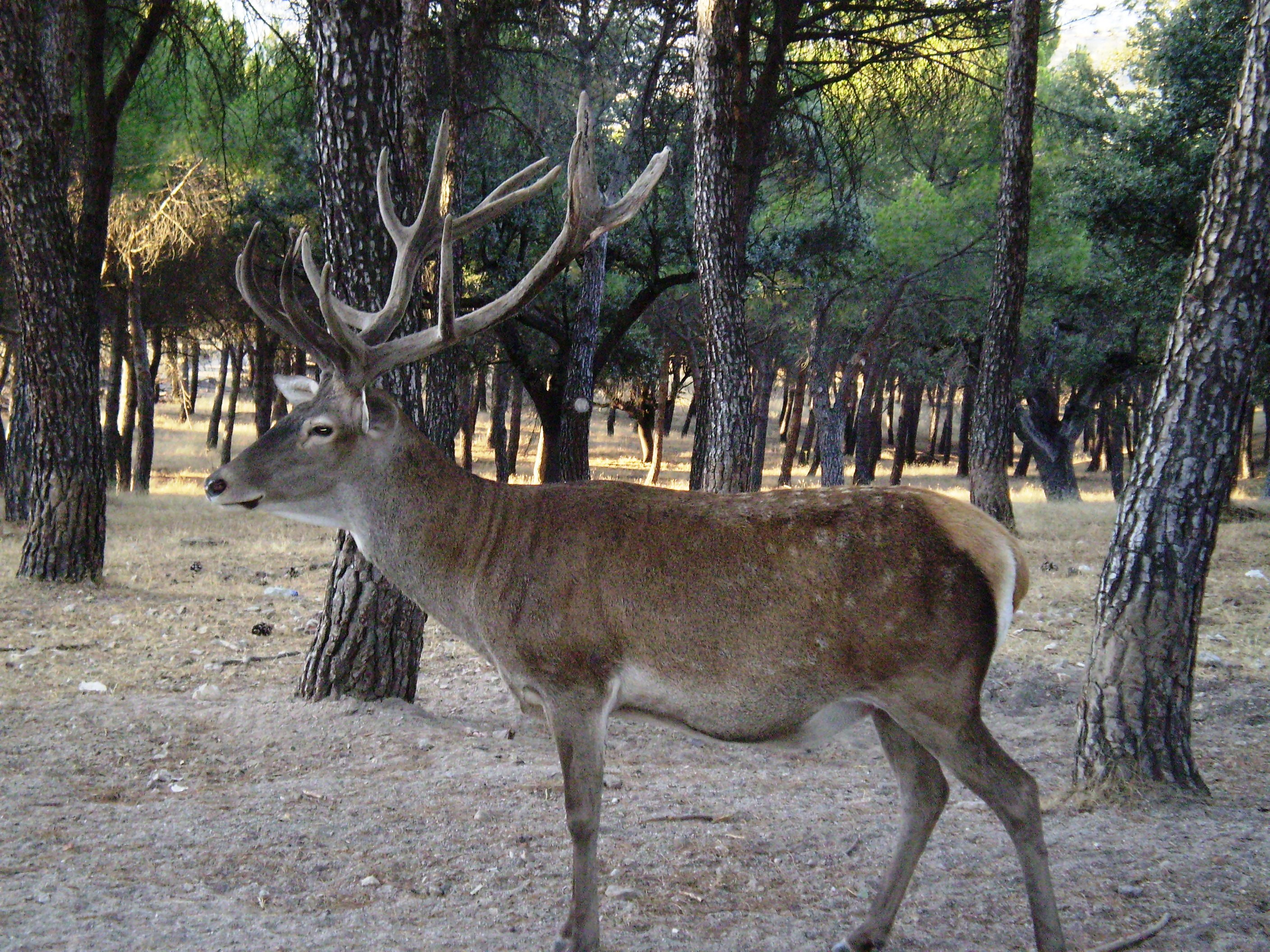
Ciervo en un pinar próximo al convento del Cristo de El Pardo.

La construcción del embalse de El Pardo en 1970, sobre el Manzanares, provocó un fuerte impacto ambiental al anegar el valle más fértil del paraje, origen, en gran medida, de la cadena alimentaria. A cambio favoreció la formación de un nuevo ecosistema, en el que habitan numerosas especies aviares, atraídas por su población íctica (barbos, lucios y carpas) y anfibia. Destacan entre esas aves el águila pescadora, la cigüeña negra, el cormorán grande, la grulla común, la gaviota reidora y varias especies de anátidas. Este pantano está recogido en el catálogo regional de zonas húmedas, por su valor faunístico y paisajístico.
El Monte de El Pardo también reúne poblaciones de aves de presa de gran interés ambiental, caso del águila imperial, el elanio y el búho real, además de otras aves como urracas, buitres negros y picapinos.
Este espacio protegido está catalogado como Zona de Especial Protección para las Aves. Red Natura 2000. (Dir. 79/409 CEE) con el número ES0000011. En su ficha (Véase Enlaces externos) se resumen sus principales valores bióticos.

## Patrimonio arquitectónico

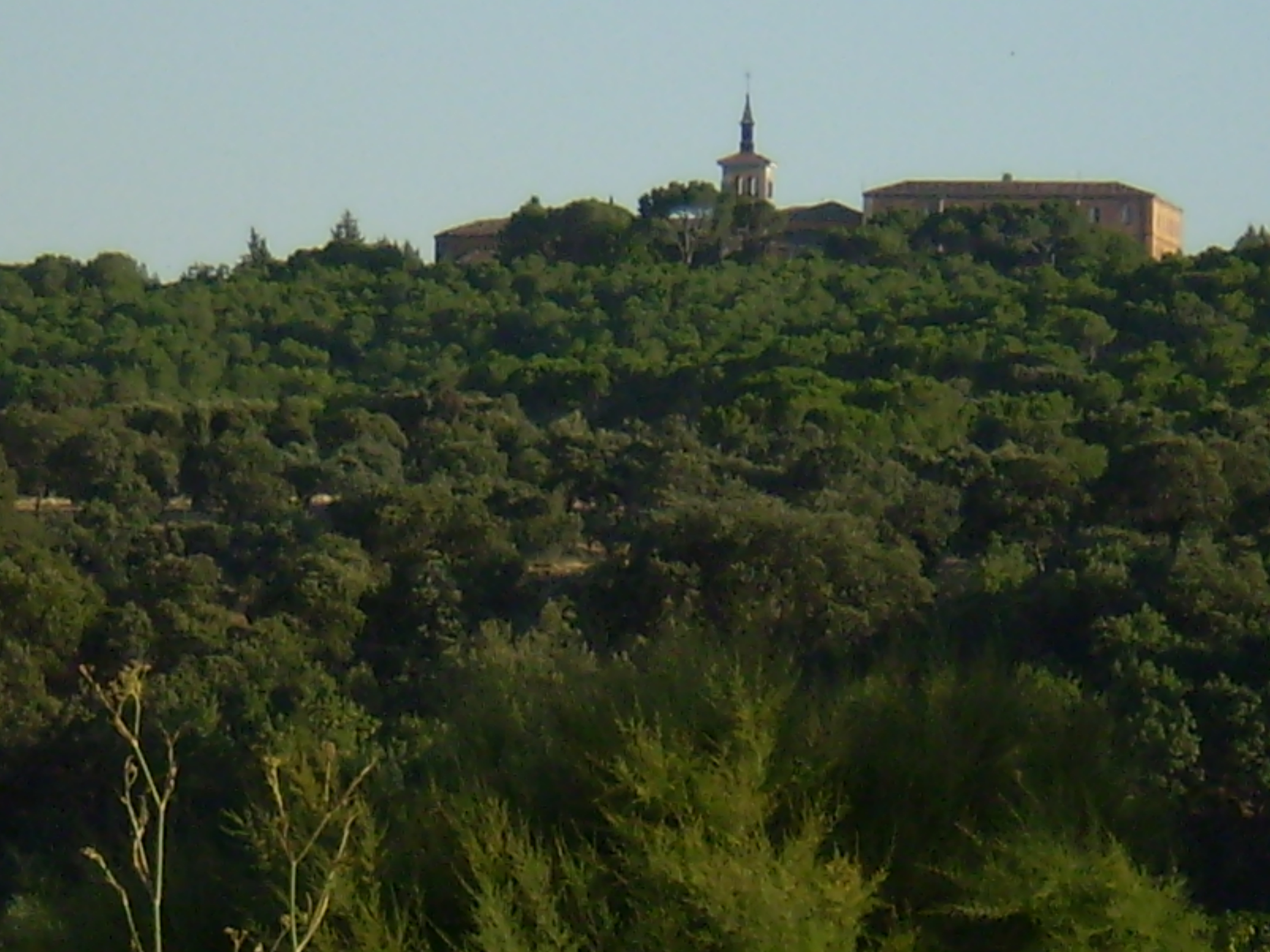
El convento del Cristo de El Pardo, desde el valle del río Manzanares.

Este espacio natural, fuertemente vinculado con la monarquía, integra diferentes monumentos usados históricamente por los reyes. Dentro del conjunto monumental del pueblo de El Pardo, se encuentra el más relevante de todos ellos: el Palacio Real. Sus orígenes se remontan a la Casa Real mandada construir, como pabellón de caza, por Enrique III en 1405. Esta fue demolida por Carlos I para edificar el actual palacio, que fue ampliándose y reformándose en siglos posteriores.
El Palacio Real ha servido de residencia temporal a varios monarcas españoles y, de forma estable, a Francisco Franco. Actualmente se utiliza como lugar de alojamiento para las visitas de Estado y para ciertos actos relacionados con la Casa Real. La Casita del Príncipe y el convento del Cristo de El Pardo (oficialmente, convento de los Padres Capuchinos), donde se conserva una talla de Gregorio Fernández, del siglo XVII, son otros edificios notables.
Pocos kilómetros hacia el sur, siguiendo la carretera que une esta localidad con la M-30, se sitúa el Palacio de la Zarzuela, cuyas obras se iniciaron en el siglo XVII, a iniciativa de Felipe IV, si bien el edificio actual es fruto de numerosas reformas y transformaciones posteriores. Es la residencia privada de los reyes de España. 
En el Monte de Viñuelas —adscrito al Monte de El Pardo—, cerca de la linde con Tres Cantos, está el castillo del mismo nombre, cuyas primeras referencias datan del año 1285.

## Historia

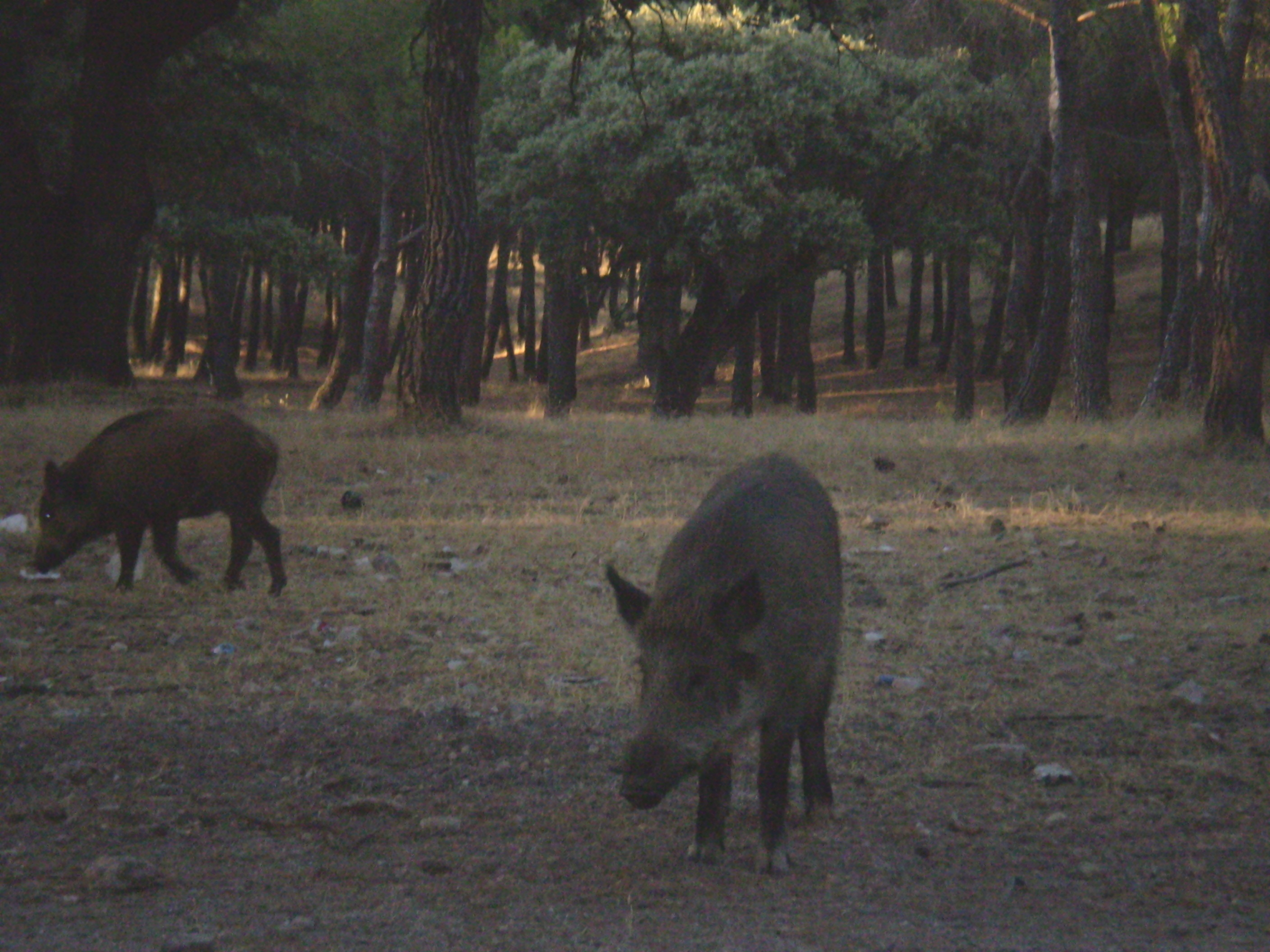
Jabalíes en El Pardo. Los reyes españoles frecuentaban el lugar atraídos por su riqueza cinegética.

La riqueza cinegética del monte atrajo hacia este paraje a los reyes españoles, que lo utilizaban como coto de caza desde la Alta Edad Media, hasta convertirse en el cazadero predilecto de los Austrias y de los Borbones. La construcción del Palacio Real en el siglo XVI, a iniciativa del emperador Carlos I, animó a varios monarcas a pasar largas temporadas en El Pardo, quienes aprovechaban la cercanía de la Villa de Madrid para convocar las Cortes del Reino. Algunos historiadores sostienen que la abundancia de caza del lugar fue una razón determinante para el establecimiento de la capitalidad en Madrid.
El origen de su nombre parece bastante claro. El vocablo hace referencia al color de la tierra (el color pardo), que domina todo el paisaje. Pese a ello, algunos investigadores vinculan el topónimo al oso pardo, muy abundante en tiempos pasados. El rey Alfonso XI así dejó constancia en el Libro de la montería, escrito hacia 1340:

El Pardo es un buen monte de puerco e invierno, et en tiempo de panes. Haber matado dos osos un sábado, antes de mediodía, que nunca vi dos osos mayores ni ayuntados en uno.

A diferencia de otros topónimos madrileños (caso de guadarrama), el del pardo no ofrece dudas sobre si fue primero el monte o el pueblo en llevar este nombre. Mucho antes de la aparición de la localidad, el bosque ya era conocido con su actual nombre, si bien se le designaba como dehesa y no como monte. Después pasó al palacio y, por último, al pueblo de El Pardo, que surgió alrededor de este edificio.

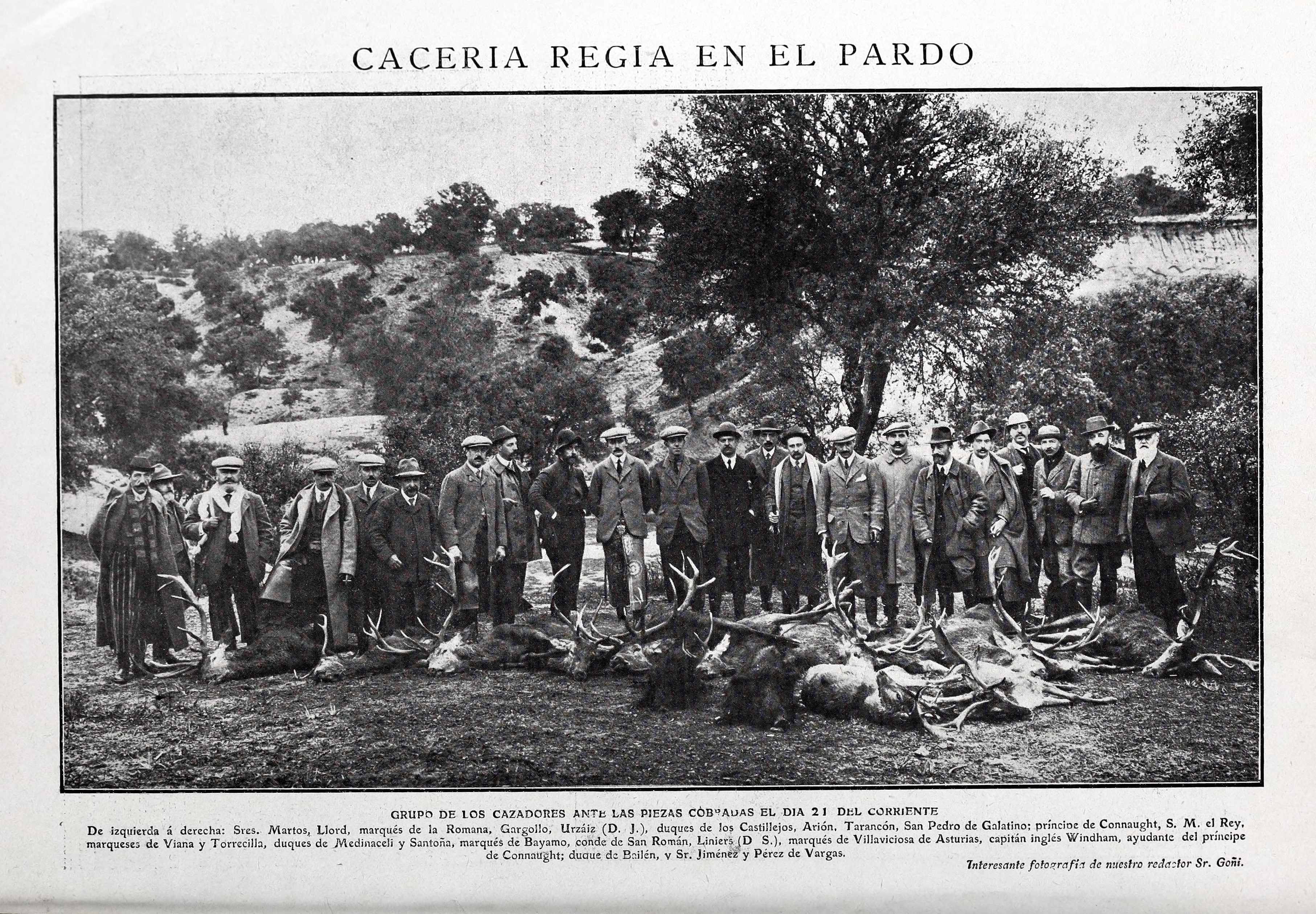
Cacería regia en el Pardo celebrada el 21 de enero de 1908, fotografía de Goñi.

Los orígenes de la valla que rodea la mayor parte del Monte de El Pardo se remontan al siglo XVIII. En 1750, el rey Fernando VI ordenó realizar un muro para cercar El Pardo, con la intención de prevenir el furtivismo y contener a la fauna herbívora, que dañaba los cultivos adyacentes. La Puerta de Hierro se erigió en este momento como puerta de acceso al monte. La tapia actual está construida, en algunos tramos, en piedra de granito y, en otros, en ladrillo. A ello se añade la existencia de varias alambradas.

### El Monte de El Pardo y Manuel Azaña
El político Manuel Azaña fue uno de los más acérrimos defensores del Monte de El Pardo durante su periodo como presidente de la Segunda República, al que preservó de algunas iniciativas urbanísticas, dirigidas a la construcción de una barriada de casas baratas, en una superficie de seis kilómetros cuadrados, arrebatada al monte. Así se desprende de sus Diarios (1911-1939).
El 16 de noviembre de 1937, en plena guerra civil, reflejó sus impresiones en el Cuaderno de la Pobleta, tras una visita a El Pardo, donde acudió a los palacios y al hospital. Estuvo acompañado por Prieto (ministro de la Guerra), José Miaja (general) y Juan Negrín (presidente del Consejo de Ministros), además de diferentes autoridades locales. En estas anotaciones, reprodujo los siguientes diálogos:

(...) Cruzando El Pardo, nos lamentábamos de la suerte del monte. Negrín me aseguró que se habían dado órdenes de no cortar árboles, y que se aprovechase la leña seca y los troncos carbonizados por el bombardeo. Sí, sí: las señales son otras. Una campaña de invierno más y el monte quedará arrasado, sin remedio, porque repoblarlo de encinas es una empresa larguísima que nadie sostendrá.

— No sé si usted sabrá que he librado muchas batallas por la integridad y conservación de El Pardo, y no todas las he ganado. En las Constituyentes tuve un día que amenazar con la cuestión de confianza para impedir que le arrancasen seis kilómetros cuadrados con destino a una barriada de casas baratas. ¡Ya ve usted! En Madrid, rodeado de miles de hectáreas de tierra calma y erial, no había por lo visto mejor sitio que el encinar de El Pardo para un ensayo de arquitectura social. Hay hombres que no están seguros de su dominio sobre la naturaleza mientras no le han dado por el pie a un árbol viejo. Posteriormente, en tiempos del señor Chapaprieta, también se quiso quitarle al monte dos mil hectáreas para entregárselas a una compañía de urbanización. Tarde o temprano, y no habiendo nadie para impedirlo, se saldrán con la suya. Y encima le harán creer a Madrid que se cumple una gran obra de progreso. Cuando gane usted la guerra, Negrín, me permitirán ustedes que deje de ser presidente de la República, a cambio de que me nombre usted para el cargo que más me gusta.

— ¿Cuál?

— Guarda mayor y conservador perpetuo de El Pardo, con mero y mixto imperio dentro del monte, para hacer de él lo que en cualquier país de gusto estaría hecho desde hace mucho tiempo. Sin retribución alguna, ni otra recompensa que el derecho a vivir en cualquiera de estas casas, no en Palacio, ciertamente.

(...) Al tomar en Fuencarral la carretera nueva que lleva a El Pardo, pasamos cerca de los terrenos de La Veguilla. Esto me hizo recordar la conversación que cuatro o cinco años antes había tenido con Negrín, precisamente.

— Cuando usted desempeñaba la secretaría de la Ciudad Universitaria y yo presidía el Gobierno, me trajo usted a ver las obras. Le hablé entonces de mis planes sobre La Veguilla. Me pareció que estos terrenos, cuya extensión, si la memoria no me engaña, es doble que la de El Retiro, debían destinarse a plantar el nuevo jardín botánico, a instalar en grande el Museo de Ciencias Naturales y otros establecimientos científicos análogos. Le pareció a usted muy bien, así como el propósito de unir las nuevas instalaciones con la avenida central de la Ciudad Universitaria, por Peñagrande. Todo ello serviría además de norma para redondear la urbanización de Madrid en esta zona. Publiqué el decreto correspondiente, atribuyendo los terrenos al museo. Pues bien: al volver al Gobierno en 1936, me encontré con que no se había dado puntada en el asunto. El Ministerio de Instrucción Pública ignoraba la existencia del decreto. Aunque sea lamentable, no me sorprendía que el ministerio y los ministros hubiesen dado carpetazo al proyecto, porque era mío; pero ni en el propio museo lo tomaron con interés, salvo una o dos personas de mi particular conocimiento. Si hubiese decretado que en los terrenos se construyesen grupos escolares, piscinas y campos de deporte, todo el mundo lo habría comprendido, y ya estarían hechos. Muy bien está hacerlos. Pero vaya usted a interesar al poder público, es decir, a unos ministros, unos subsecretarios y directores desvanecidos, en la obra impersonal de crear un museo, un jardín botánico, unos laboratorios, que no dicen nada a las clientelas. Es un ejemplo de la falta de espíritu en el Estado y de la falta de continuidad. Podría citar más de una docena sin salirme del corto tiempo de mi acción en el Gobierno.

El jardín botánico hizo saltar en la conversación el nombre de Carlos III.

— Supongo -decía el presidente- que no le tendrá usted por un gran hombre, pero acertó a rodearse de gente ilustrada y útil.

— En la vida de Carlos III he encontrado un rasgo que viene aquí muy al caso, precisamente a propósito de un árbol en el camino de El Pardo: «Cuando yo me muera», decía el Rey, «¿Quién cuidará de ti, pobre arbolito?». Tirando de este hilo se descubre una sensibilidad muy simpática. En mis andanzas de cazador por La Alcarria conocí hace muchos años a un rústico, guarda de monte, apasionado también por un árbol. «Venga usted a ver mi nogal, señorito Manolo» (entonces me llamaban así), me dijo un día. Nogal estupendo. A su sombra me he guarecido de algunas sofoquinas de agosto. El tío Eugenio, viejo, desdentado, con más arrugas que las nueces de su nogal, era dueño del árbol, pero no del suelo en que crecía, solitario en muchos cientos de metros a la redonda, como un poema nutrido por los jugos de aquella tierra ardiente, color sangre de toro. Único bien del tío Eugenio, le sacaba un puñado de reales cada año. Nunca consintió en venderlo, aunque le ofreciesen una almorzada de onzas. ¡Un tipo a lo Carlos III, ea! Pero él no lo sabía. El árbol solitario es una elegía típica del campo español. Aparece en el nombre de un pueblecito de Salamanca, nombre que únicamente puede formarse en lengua castellana: Encinasola de los Comendadores ¡Eche usted! Encinasola de los Comendadores. ¡Qué onda! ¡Qué acento! Se está viendo, sobre un horizonte frío, remoto, el árbol solitario, como el del tío Eugenio, reliquia de un bosque desaparecido. Es claro, el tío Eugenio nunca fue comendador. Guarda, nada más (...).

## Árboles singulares
El Monte de El Pardo cuenta con árboles centenarios. Algunos de ellos están incluidos en el Catálogo de Árboles singulares de la Comunidad de Madrid, caso de dos olmos, a los que se les atribuye una edad de 200 años, situados junto al río Manzanares. El mayor de ellos mide más de 25 metros de altura y la base de su tronco tiene una circunferencia de más de ocho metros y medio. Su copa posee un diámetro de 23 metros. El otro ejemplar alcanza una altura de 21 metros, con un perímetro en su tronco de 5,30 metros y un diámetro de copa de 22 metros.
También se encuentran alcornoques de grandes proporciones. Existe un ejemplar de 16,5 metros, con un diámetro de copa de 22,5 metros y un perímetro de tronco de 3,85 metros. De menores dimensiones es uno de 14 metros de alto y una copa de 21,5 metros.